# 타카세 카즈야
타카세 카즈야(일본어: 高瀬 一矢)는 일본의 작사가, 작곡가, 편곡가이다. I've・FUCTORY records의 대표이사로 메인 작곡가 중 한명이다. 주로 미소녀 게임과 텔레비전 애니메이션의 주제가의 작곡을 담당하고 있다. 그 외 애칭은 '타카세'.
대표곡으로 FUCK ME, Last regrets・새의 시・Shooting Star (편곡 담당), 리얼 술래잡기 등. 작사・작곡・편곡을 담당하는 곡은 지금까지 약 200여곡에 달한다.